# François Henri Stanislas de l’Aulnaye
François Henri Stanislas de l’Aulnaye (* 7. Juli 1739 in Madrid; † 1830 in Chaillot (heute zu Paris)) war ein französischer Freimaurer, Schriftsteller und Autor historischer und musikwissenschaftlicher Werke.

## Leben und Werk
De l’Aulnaye wurde als Franzose in Madrid geboren. Er kam schon als Kind nach Frankreich und widmete sich dem Studium der Naturwissenschaften, Sprachen, Musik und der Philosophie. Nach Abschluss seines Literaturstudiums in Versailles widmete er sich der Musik. Bei der Gründung des Pariser Museums wurde er als Sekretär eingestellt. Er arbeitete an den Werken von Jean-Jacques Rousseau mit, die 1788 von Gabriel Brizard veröffentlicht wurden. Er schrieb ausgezeichnete Anmerkungen zu allen Schriften dieses Philosophen in Bezug auf die Musik.
De l’Aulnaye schrieb unter anderem Mémoire sur un nouveau système de notation musicale („Über ein neues Notationssystem in der Musik“, Paris 1785) und De la saltation théâtrale („Über den Ursprung der Pantomime“, Paris 1790).
Zudem war de l’Aulnaye Herausgeber der Werke François Rabelais’ und der Verfasser einer französischsprachigen Übersetzung des Don Quichotte.
Die Französische Revolution brachte de l’Aulnaye um seine Stellung als Museumssekretär. Nachdem er sein Erbe aufgebraucht hatte, musste er von seiner Feder leben. Er starb 1830 verarmt im Hospiz von Chaillot.